# Francisco Aranda Millán
Francisco Aranda y Millán (Villarroya de la Sierra, 14 d'octubre de 1881-Pedrola, 20 de juliol de 1937) va ser un metge i zoòleg espanyol. Va ser afusellat per les forces revoltades durant la Guerra civil. És pare del crític de cinema José Francisco Aranda García.

## Biografia
Segon de tres germans, membre d'una família d'acomodats pagesos, va cursar els estudis de batxillerat en Tudela. Va ingressar primer en la Facultat de Medicina de la Universitat de Saragossa i, sense abandonar aquests estudis, un any més tard (1902) es va matricular en Ciències Naturals en la Universitat Central de Madrid. Després de realitzar un dels cursos en la Universitat de Granada, es llicenciés de Ciències Naturals el 1906 i en Medicina i Cirurgia el 1910.
Durant la realització dels cursos de doctorat a Madrid va entrar en contacte amb la Junta d'Ampliació d'Estudis, que li va finançar i que estava donant un impuls al Museu Nacional de Ciències Naturals on feia el seu treball. Allí va conèixer a Eduardo Hernández Pacheco que organitzava en aquells dies una expedició científica a Canàries. La seva trobada amb la biologia marina de la zona li va permetre escriure els seus primers articles científics. Va realitzar la tesi doctoral sobre la fauna marina mediterrània, sota el títol de Contribución al conocimiento de los equinodermos de España y en especial de los holoturioideos.
El 1908 es va incorporar com a auxiliar interí a la Universitat de Granada, per a ocupar un lloc similar a l'any següent en la de Saragossa. El 1912 va obtenir la plaça de catedràtic per oposició. En aquesta època ingressa en la Lògia maçònica "Constància 348" que abandonarà poc després, per a reincorporar-se a la lògia "Constància 16" ja el 1933. Va adoptar el nom deHaeckel.
El 1916 i 1917 va marxar a Suïssa (Ginebra, Neuchâtel i Zúric) amb una beca de la Junta d'Ampliació d'Estudis, i on va realitzar diverses recerques sobre els silúrids. Allí va conèixer i va travar amistat amb qui seria més tard Ministre d'Afers Exteriors en la Segona República, Julio Álvarez del Vayo.
Amb els anys va continuar ampliant la seva formació també en medicina, (París i Bordeus), i en nom de la Universitat de Saragossa, on continuava treballant, va viatjar a Cuba i Portugal. En les seves recerques per Espanya, va arribar a descobrir una nova espècie de insecte: Dorcadion arandae Schramm.
Dels seus esforços per a modernitzar els estudis universitaris en ciències, va destacar la seva labor per a la recuperació del Jardí Botànic de Saragossa i la gran quantitat de material que va aportar al Museu de Ciències Naturals de la Universitat.
Les seves idees liberals i el compromís amb el republicanisme li van permetre ser nomenat Governador Civil de Badajoz per Niceto Alcalá Zamora l'endemà passat de proclamar-se la Segona República, el 16 d'abril de 1931, encara que va dimitir dos mesos després, tornant a les seves classes universitàries.
Durant una estada en Noruega es va produir el cop d'estat del 18 de juliol de 1936 que va iniciar a la Guerra Civil. Aranda va tornar a Espanya per Roncesvalles, però en arribar a Saragossa, el rector s'havia adherit als revoltats, al costat d'altres professors universitaris; va ser amenaçat de mort i va tractar de fugir a França. De camí a Haro amb la seva família va ser detingut i va ingressar a la presó de Torrero. Se li van formular càrrecs per maçó, ser «de pèssima moralitat en classe, en la qual ha atacat a Déu i a la Religió Catòlica» i «perillós en els seus ensenyaments, molt exaltat; de conducta professional censurable». Malgrat el seu plec de descàrrec, del qual va destacar el seu defensa dels edificis religiosos durant les revoltes a Badajoz, va ser separat del servei el 7 de maig de 1937. El 20 de juliol, al costat de molts altres presos, va ser tret de la presó i afusellat a Pedrola.